# Alla fine della notte (album)
Alla fine della notte è il quinto album in studio del cantante italiano Neffa, pubblicato il 9 giugno 2006 dalla Sony Music.
L'uscita fu anticipata da quella del singolo Il mondo nuovo. I brani dell'album pubblicati successivamente come singoli furono Cambierà e La notte.

## Tracce
Edizioni musicali Edizione streaming (con "Passione" traccia bonus).
1. Tanta luce – 3:50
2. Il mondo nuovo – 3:58
3. Senza ali – 4:48
4. La notte – 3:34
5. Blu – 5:44
6. Passione – 3:48
7. Tu non mi manchi – 3:17
8. Cambierà – 4:09
9. Vieni appena puoi – 4:19
10. Che sarà sarà – 3:32
11. Venere – 2:53
12. Luna nuova – 5:29
13. Tutto tu – 2:20

## Formazione
Musicisti
- Neffa – voce, batteria, tastiera
- Paolo Emilio Albano – chitarra elettrica
- Christian Lavoro – chitarra
- Gaetano Pellino – basso, chitarra
- Cesare Nolli – basso, batteria, percussioni
- Patrick Benifei – piano Rhodes, tastiera
- Raffaele Scoccia – tastiera
- Fabio Valdemarin – piano Rhodes
- Carlo Ubaldo Rossi – programmazione
- Alessandro Meroli – flauto
- Paolo Caruso – conga

Produzione
- Alessandro Meroli – produzione
- Carlo Ubaldo Rossi – produzione, registrazione, missaggio, programmazione
- Michael Applebaum – arrangiamenti, direzione
- Gaetano Pellino – registrazione
- Antonio Baglio – mastering
- Laura Camia – fotografia
- Luciano Tallarini – direzione artistica

## Classifiche
| Classifica (2006) | Posizione massima |
| ----------------- | ----------------- |
| Italia            | 19                |